# Maculonaclia truncata
Maculonaclia truncata là một loài bướm đêm thuộc phân họ Arctiinae, họ Erebidae.